# Ezgi
Ezgi est un prénom féminin turc signifiant « mélodie ».

## Personnalités
Pour les articles sur les personnes portant ce prénom, consulter les listes générées automatiquement pour Ezgi